# Gligor Ciortea
Gligor Ciortea (n. 28 mai 1951) este un fost deputat român în legislatura 1990-1992, ales în județul Sibiu pe listele partidului PDAR. Gligor Ciortea a demisionat din Camera Deputaților la data de 14 februarie 1992 și a fost înlocuit de deputatul Liviu Lalu. 